# Južna Srbija
Južna Srbija povijesno-zemljopisna je regija u Srbiji. Njezina teritorija se na istoku graniči sa Bugarskom, na jugu sa Sjevernom Makedonijom, na jugozapadu s Kosovom, na sjeveru sa linijom Kopaonik—Jastrebac-—Aleksinac—Stara planina, što se pretežno poklapa sa Nišavskim, Jablaničkim, Topličkim, Pirotskim i Pčimjskim upravnim okrugom. Dijeli je Južna Morava s juga na sjever. Zahvaća površinu od oko 14 000 km2. Prema popisu iz 2022. godine Južna Srbija je imala oko 877 000 stanovnika. Njeni stanovnici se nazivaju Južnjacima i poznati su po torlačkim dijalektima, koji se znatno razlikuju od standardnoga srpskog jezika.

## Povijest
Ime za regiju tijekom 19. stoljeća, kada je većina ove regije potpala pod Kneževinu Srbiju 1878. godine, glasi »Novi Krajevi«. Početkom 20. stoljeća i srpskim osvajanjem Kosova i Vardarske Makedonije, naziv »Južna Srbija« počeo je obuhvaćati i te regije. U drugoj polovici istog stoljeća Vardarska Makedonija postala je republika, a Kosovo autonomna pokrajina u okviru Srbije, tako da se pojam Južna Srbija odnosio na predjele koji su pripojeni 1878. godine.

## Stanovništvo
Slavensko stanovništvo Južne Srbije govori torlačkim dijalektima, osim u Kuršumliji i njezinoj okolici gdje se govori kosovsko-resavskim dijalektom srpskoga jezika. Uglavnom se smatraju Srbima, osim u Dimitrovgradu i Bosilegradu gdje se većina Slavena smatra Bugarima. Pored slavenskog stanovništva u Južnoj Srbiji živi albanska zajednica u općinama Preševo, Bujanovac i Medveđa, kao i romska zajednica. Albanci su većina u Preševu i Bujanovcu.